# Comunità ebraica di Torino
Torino è sede di una delle più importanti comunità ebraiche d'Italia. È una delle 21 comunità ebraiche riunite nell'UCEI, comprendendo anche le sezioni di Alessandria, Asti, Acqui Terme, Carmagnola, Cherasco, Chieri, Cuneo, Ivrea, Mondovì e Saluzzo.
Il rabbino capo della comunità oggigiorno è Rav Ariel Finzi.

## La storia
I primi ebrei giunsero a Torino nel XV secolo, in seguito all'espulsione degli ebrei francesi nel 1394, venendo ammessi ufficialmente in città nel 1424. La loro presenza divenne in breve così cospicua da dover essere regolamentata con un editto, gli Statuta Sabaudiae (1430), emanati da Amedeo VIII, duca di Savoia. L'editto imponeva una serie di limitazioni ai contatti tra ebrei e cristiani, ma delineava anche un quadro di sostanziale tolleranza, che tra alti e bassi si mantenne in vigore fino all'emancipazione.
Nuovi gruppi di ebrei giunsero nel Cinquecento, dalla Spagna, dalla Francia e dalla Germania, attratti dalla politica liberale di Emanuele Filiberto (1553-1580). La reggenza di Giovanna Battista di Nemours e la Controriforma portarono invece ad un progressivo peggioramento nelle condizioni di vita degli ebrei, fino all'istituzione del ghetto nel 1679, il primo dei 19 ghetti nei quali furono rinchiusi i circa 5000 ebrei dei Ducato. Per rinchiudere i 763 ebrei che allora abitavano in città fu scelto dapprima il grande edificio dell'Ospedale dei Mendicanti, in contrada San Filippo. Nel 1714 venne nominato Gran Rabbino e capo della comunità Gabriel Pontremoli. Il rapido aumento della popolazione ebraica, che nel 1794 raggiunse oltre 1300 unità, portò ad estendere l'area del ghetto alla zona contigua del ghetto nuovo, tra le vie San Francesco e piazza Carlina.
Il ghetto rimase in vigore, con la breve pausa del periodo napoleonica, fino al 1848, con lo Statuto albertino. L'emancipazione e il Risorgimento segnano il periodo di massimo splendore della comunità ebraica torinese, che attrasse famiglie dalle comunità minori e contribuì in modo decisivo alla vita sociale, politica ed economica della città. Si avviò nel 1861 l'ideazione di una sinagoga monumentale che dopo l'abbandono del progetto della Mole Antonelliana si compì nel 1884 con l'inaugurazione del nuovo Tempio. Nel 1867 si aprì il nuovo cimitero comunale nel quale vi vennero trasferite le lapidi dei cimiteri preesistenti.

## Seconda guerra mondiale e shoah
Le leggi razziali nel 1938 furono la premessa verso la tragedia della Shoah; quasi quattrocento furono gli ebrei torinesi deportati, tra cui Primo Levi che, sopravvissuto, diverrà nel dopoguerra con i suoi romanzi uno dei testimoni più autorevoli a livello mondiale dell'orrore di Auschwitz. Molti furono gli ebrei piemontesi (come, per esempio, Emanuele Artom) impegnati nella Resistenza e molti furono anche gli episodi di solidarietà da parte della popolazione torinese, tra i quali si segnala l'operato di padre Giuseppe Girotti, che pagherà con la morte a Dachau il suo impegno a favore degli ebrei perseguitati.

## Dopoguerra
Nel dopoguerra si compì la ricostruzione della sinagoga (gravemente danneggiata dai bombardamenti del 1942) e della comunità (così duramente provata dalle persecuzioni) e il 15 maggio 1955 vennero commemorate le vittime con un monumento nel cimitero ebraico di Torino, progettato da Guglielmo Olivetti, nel quale sono incisi i nomi dei 495 ebrei uccisi dal nazifascimo, tra il settembre 1943 e il maggio 1945, oltre all'epigrafe scritta da Vittorio Foa e al passo biblico «O cieli, stupite, fremete di spavento e di orrore», attribuito al profeta Geremia.
Nel 1947 fu ristrutturata la biblioteca della comunità, precedentemente distrutta dai bombardamenti della seconda guerra mondiale. Dagli anni '70 in poi la biblioteca è situata nell'edificio della comunità ebraica di Torino .

## Dagli anni '90 in poi
Oggi Torino, con i suoi mille iscritti e le sue istituzioni scolastiche e culturali, è la comunità ebraica più importante del Piemonte e la terza in Italia.
La comunità torinese gestisce due scuole: la scuola primaria "Colonna e Finzi" e la scuola secondaria "Emanuele Artom", nelle quali studiano bambini di varie religioni.